# Testnet
În tehnologia blockchain, un testnet este o instanță a unui blockchain alimentat de aceeași versiune sau de o versiune mai nouă a software-ului de bază, pentru a fi utilizată pentru testare și experimentare fără riscurile pierderii fondurilor reale sau pentru lanțul principal. Monedele Testnet sunt separate și distincte de monedele oficiale (mainnet), nu au valoare și pot fi obținute gratuit de la faucets („robinete”).
Rețelele de testare permit dezvoltarea de aplicații blockchain fără a exista riscul de a pierde fonduri.
A fost descoperită un bug în software-ul Bitcoin Core care le-a oferit minerilor de cryptomonede posibilitatea de a elimina părți esențiale ale infrastructurii (nodurilor) Bitcoin prin trimiterea unui bloc „greșit” către blockchain.